# 林田尚親
林田 尚親（はやしだ なおちか、1962年8月31日 - ）は、日本の男性俳優、声優、ナレーター。東京都出身。大沢事務所所属。次女は女優・歌手の大原櫻子。

## 出演

### ナレーション
日本テレビ
- ザ!世界仰天ニュース
- 24時間テレビ 愛は地球を救う
- ぐるぐるナインティナイン（「グルメチキンレース・ゴチになります!」他、番組全般）
- THE MUSIC DAY
- 行列のできる法律相談所→行列のできる相談所（2代目ナレーター）

フジテレビ
- もっと温泉に行こう!

テレビ朝日
- 報道ステーション

#### 過去の番組
- 吉本印天然素材
- モグモグGONBO
- 教科書で学べない戦争
- JAPAN BOYS
- お茶の水ハカセ
- おとなの学力検定スペシャル小学校教科書クイズ!
- ネプ&イモトの世界番付
- サラリーマンNEO
- 世界!超マネー研究所
- 日本史サスペンス劇場
- 見破れ!!トリックハンター
- リアル×ワールド「ディレクター被災地へ帰る僕と母の震災365日」（文化庁芸術祭参加番組）
- THEクイズ神
- 日立 世界ふしぎ発見!
- ほこ×たて
- w・w・w 世界の若者とリンクせよ!
- 世界に誇る50人の日本人 成功の遺伝史
- ビートたけしの禁断の大暴露!!超常現象(秘)Xファイル
- 財宝伝説は本当だった バミューダ海域に沈む400億円財宝船のお宝 今夜ついに大発見SP
- くりぃむしちゅーの歴史新発見 信長59通の手紙を解読せよ!
- コレ誰!?偉人伝 ナニした!?大調査団
- 世界がビビる夜
- 嵐にしやがれ
- news every.（every.特集・女性パティシエ日本一決定戦、2015年8月5日放送）
- ザ!鉄腕!DASH!!（「グリル厄介」の国分太一登場回における「ゴチ」風の値段予想の場面）
- 人生が変わる1分間の深イイ話

### 舞台
- 王女メディア
- 春
- 愚者には見えないラ・マンチャの王様の裸
- 杜子春
- 葉っぱのフレディ
- 雨あがる
- お千代
- 森の石松
- ショパンの生涯
- 紺野美沙子の朗読座「夏の夜の夢」
- 石棺
- あまつ空なる
- 蜘蛛の糸

### 映画
- 親鸞 白い道（1987年/監督：三國連太郎）
- 会社物語 MEMORIES OF YOU（1988年/監督：市川準）
- ダグアウトの向こう2013（2013年） - ナレーション担当

### テレビアニメ
- GREGORY HORROR SHOW（1999年、審判小僧）
- 星界の紋章（1999年、通信士A）
- セラフィムコール（1999年、隊員B）
- 名探偵コナン（1999年、桜庭祐司）
- 星界の戦旗（2000年、ファラムンシュ・ウェフ=ルサム・ラザス）
- 妄想代理人（2004年、ニュースNA）

### ゲーム
- VIRUS（1997年、科学者）